# Xã Southampton, Quận Somerset, Pennsylvania
Xã Southampton (tiếng Anh: Southampton Township) là một xã thuộc quận Somerset, tiểu bang Pennsylvania, Hoa Kỳ. Năm 2010, dân số của xã này là 630 người.